# Christy Canyon
Melissa Bardizbanian, más conocida como Christy Canyon (Pasadena, California; 17 de junio de 1966), es una actriz pornográfica estadounidense.
Nacida de padre de origen armenio y madre italiana, es la hermana menor de la escritora y periodista Carla Sinclair. Se casó y divorció dos veces de Tom Sinopoli (1993-1994) y Jeremy Stone (1996-1999), respectivamente. Se casó en 2003 con un hombre llamado Grant que conocía desde el colegio.
De 1984 a 1997 protagonizó más de 300 películas porno. Fue una de las grandes musas del porno de los años 1980 y 1990, su cuerpo y sus grandes senos naturales hicieron que fuese encumbrada como una de las grandes del porno de la historia.

## Filmografía
- Hollywood Starlets (1985)
- Educating Mandy (1985)
- Black Throat (1985)
- Holly Does Hollywood (1985)
- Dirty Harriet (1986)
- Star 90 (1990)
- Passages 1-4 (1991)
- Comeback (1995)
- Oral Addiction (1996)
- Domination Nation 1 and 2 (both 1997)
- The Top 25 Adult Stars of All Time (1999)

## Premios
- 1991 F.O.X.E Female Fan Favorite
- 1992 F.O.X.E Female Fan Favorite
- 1996 AVN Best Tease Performance for Comeback
- 1997 AVN Best Group Scene - Film for The Show
- AVN Hall of Fame
- XRCO Hall of Fame
- 2004 Free Speech Coalition Lifetime Achievement Award